# Паркин (Арканзас)
Паркин (англ. Parkin, Arkansas) — город, расположенный в округе Кросс (штат Арканзас, США) с населением в 1602 человека по статистическим данным переписи 2000 года.
Город находится на берегу реки Сент-Франсис.

## География
По данным Бюро переписи населения США город Паркин имеет общую площадь в 6,73 квадратных километров, водных ресурсов в черте населённого пункта не имеется.
Город Паркин расположен на высоте 63 метров над уровнем моря.

## Демография
По данным переписи населения 2000 года в Паркине проживало 1602 человека, 404 семьи, насчитывалось 603 домашних хозяйств и 657 жилых домов. Средняя плотность населения составляла около 242,7 человека на один квадратный километр. Расовый состав Паркина по данным переписи распределился следующим образом: 10,40 % белых, 88,54 % — чёрных или афроамериканцев, 0,44 % — коренных американцев, 0,06 % — азиатов, 0,06 % — выходцев с тихоокеанских островов, 0,31 % — представителей смешанных рас, 0,19 % — других народностей. Испаноговорящие составили 0,69 % от всех жителей города.
Из 603 домашних хозяйств в 30,0 % — воспитывали детей в возрасте до 18 лет, 38,6 % представляли собой совместно проживающие супружеские пары, в 22,9 % семей женщины проживали без мужей, 33,0 % не имели семей. 30,0 % от общего числа семей на момент переписи жили самостоятельно, при этом 17,7 % составили одинокие пожилые люди в возрасте 65 лет и старше. Средний размер домашнего хозяйства составил 2,66 человек, а средний размер семьи — 3,30 человек.
Население города по возрастному диапазону по данным переписи 2000 года распределилось следующим образом: 31,7 % — жители младше 18 лет, 7,9 % — между 18 и 24 годами, 24,5 % — от 25 до 44 лет, 19,4 % — от 45 до 64 лет и 16,5 % — в возрасте 65 лет и старше. Средний возраст жителей составил 34 года. На каждые 100 женщин в Паркине приходилось 83,9 мужчин, при этом на каждые сто женщин 18 лет и старше приходилось 79,1 мужчин также старше 18 лет.
Средний доход на одно домашнее хозяйство в городе составил 18 669 долларов США, а средний доход на одну семью — 25 893 доллара. При этом мужчины имели средний доход в 22 667 долларов США в год против 16 413 долларов среднегодового дохода у женщин. Доход на душу населения в городе составил 11 050 долларов в год. 27,7 % от всего числа семей в округе и 36,1 % от всей численности населения находилось на момент переписи населения за чертой бедности, при этом 48,7 % из них были моложе 18 лет и 26,8 % — в возрасте 65 лет и старше.